# Primeira Taça do Campeonato Paranaense
A Primeira Taça do Campeonato Paranaense é um torneio de futebol do Paraná criado em 2018, realizado anexo ao Campeonato Paranaense de Futebol como o seu primeiro turno e gerido pela Federação Paranaense de Futebol.

## História
A partir de 2018, o Campeonato Paranaense se inspirou no modelo do Campeonato Carioca e começou a ser disputado em duas Taças, onde os campeões das Taças se enfrentam na Grande Final do campeonato. Caso o mesmo clube vença as duas Taças, é declarado campeão estadual.
Todo ano as Taças são nomeadas em homenagem a grandes personagens do futebol paranaense.

## Lista de campeões
| Edição | Ano  | Nome                          | Campeão             | Vice-campeão           |
| ------ | ---- | ----------------------------- | ------------------- | ---------------------- |
| 1ª     | 2018 | Taça Dionísio Filho           | Coritiba (Curitiba) | Rio Branco (Paranaguá) |
| 2ª     | 2019 | Taça Barcímio Sicupira Júnior | Toledo (Toledo)     | Coritiba (Curitiba)    |

## Títulos por equipe
| Clube                  | Campeão | Anos dos Títulos | Vice | Anos dos Vices |
| ---------------------- | ------- | ---------------- | ---- | -------------- |
| Coritiba (Curitiba)    | 1       | 2018             | 1    | 2019           |
| Toledo (Toledo)        | 1       | 2019             | 0    |                |
| Rio Branco (Paranaguá) | 0       |                  | 1    | 2018           |